# Rozdroże pod Lelkową
Rozdroże pod Lelkową – obniżenie oraz węzeł dróg leśnych i szlaków turystycznych, położony na wysokości 720 m n.p.m. w południowo-zachodniej Polsce w Sudetach Środkowych w Górach Stołowych.
Obniżenie położone w środkowo-zachodniej części pasma Gór Stołowych po południowej stronie od Błędnych Skał.
Rozdroże pod Lelkową to niewielkie powierzchniowo górskie obniżenie w kształcie przełęczy położone między Błędnymi Skałami po północnej stronie a Lelkową Górą po południowej stronie, na której znajduje się węzeł szlaków turystycznych i mało znaczące skrzyżowanie dróg leśnych z „Drogą Aleksandra” i „Puszczańską Drogą”. Najbliższe otoczenie rozdroża zajmuje niewielka śródleśna polana, dalsze otoczenie porasta las świerkowy z domieszką drzew iglastych. Na zachód w niewielkiej odległości od skrzyżowania położone są źródła bezimiennych górskich potoków, uchodzących do Czermnicy.

## Turystyka
Przez rozdroże prowadzą szlaki turystyczne
- czerwony –  prowadzący północno-zachodnim podnóżem z Kudowy-Zdroju przez Błędne Skały, Szczeliniec, Karłów do Wambierzyc.
- zielony – prowadzący północnym z Kudowy-Zdroju przez Kruczą Kopę, Darnków do Rozdroża.
- Na rozdrożu znajduje się miejsce odpoczynku z wiatą turystyczną.